# Psychotria caudata
Psychotria caudata là một loài thực vật có hoa trong họ Thiến thảo. Loài này được M.Gomes miêu tả khoa học đầu tiên năm 1992.